# Roberto Gavazzi

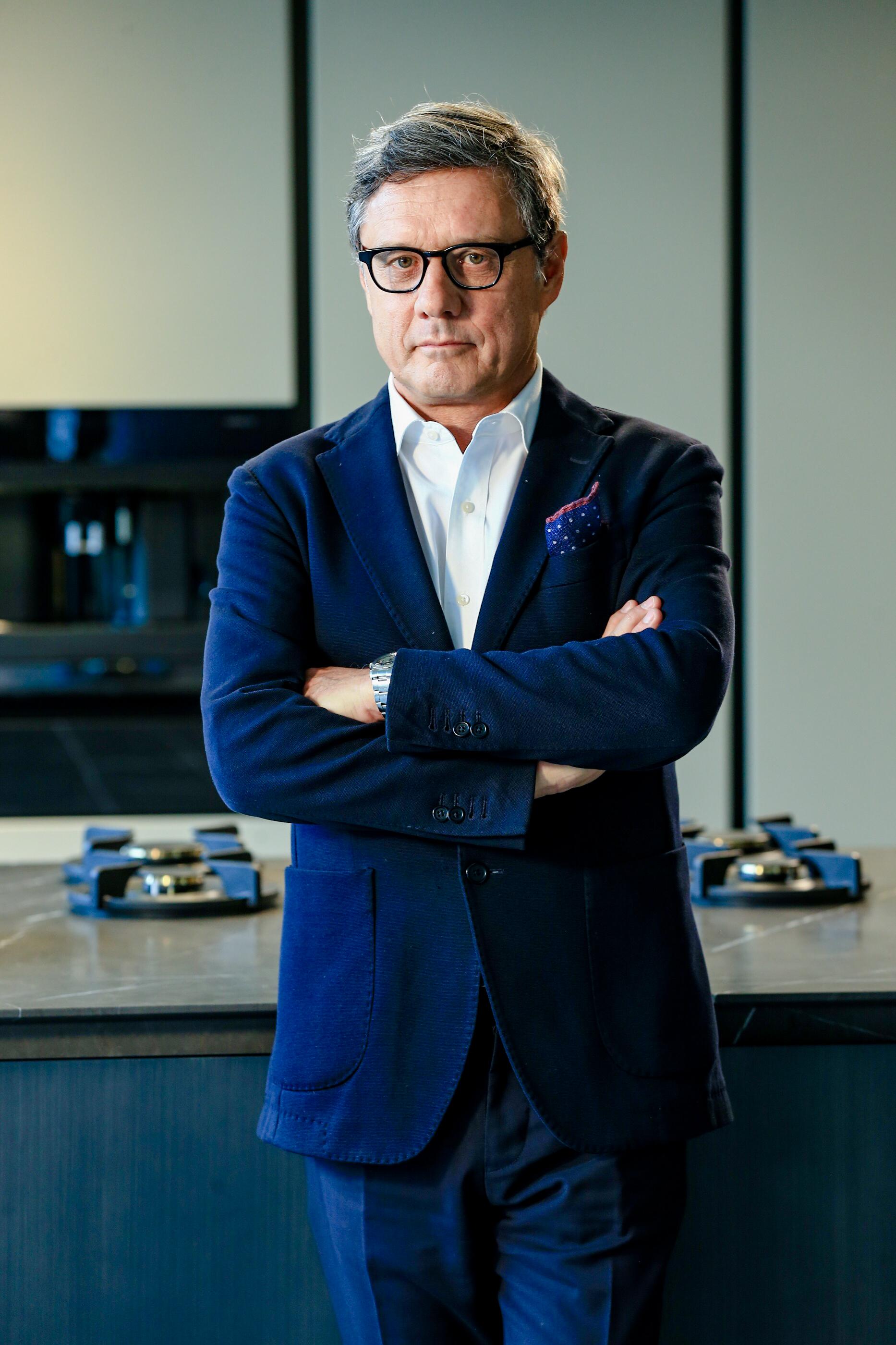
Roberto Gavazzi di fronte a una cucina Boffi

Roberto Gavazzi (San Paolo, 27 aprile 1953) è un imprenditore italiano.

## Biografia
Roberto Gavazzi nasce in una famiglia di imprenditori.  
Dopo la laurea all'Università Bocconi di Milano ed un MBA alla Columbia University di New York, matura una significativa esperienza manageriale in gruppi industriali internazionali come Saint-Gobain e Olivetti.  
È l'incontro nel 1989 con Paolo Boffi che permette a Roberto Gavazzi di scoprire il settore del design: entra quindi in Boffi come CEO, affiancato dall'art director Piero Lissoni.
Gavazzi porterà Boffi, dai bagni e ai sistemi, agli elementi d'arredo con l'acquisizione di De Padova e dell'azienda danese MA/U Studio e, a seguire, i sistemi di porte e partizioni ADL; alla collaborazione di prodotto con la giapponese Time & Style, con il fashion designer Paul Smith, e dei rubinetti con Fantini. 
Insieme ad altre aziende che operano nel settore del design industriale made in Italy, Gavazzi ha contribuito attivamente alla fondazione del FuoriSalone e ha inoltre partecipato alla creazione di Memphis, collettivo italiano di design e architettura fondato da Ettore Sottsass, attivo tra il 1981 e il 1987.

## Riconoscimenti
- 2024 – Compasso d'Oro alla Carriera[5][6]